# Dolgoderewenskoje
Dolgoderewenskoje (russisch Долгодереве́нское) ist ein Dorf (selo) in der Oblast Tscheljabinsk in Russland mit 7700 Einwohnern (Stand 14. Oktober 2010).

## Geographie
Der Ort liegt etwa 20 km Luftlinie nördlich des Zentrums (etwa 10 km vom Stadtrand) der Oblasthauptstadt Tscheljabinsk am Ostrand des Ural. Er befindet sich am Fluss Sjuselga unweit seiner Mündung in den Miass.
Dolgoderewenskoje ist Verwaltungszentrum des Rajons Sosnowski sowie Sitz der Landgemeinde Dolgoderewenskoje selskoje posselenije, zu der außerdem die fünf Dörfer Bolschoje Balandino (8 km östlich am linken Ufer des Miass), Kljutschowka (3 km westlich), Prochorowo (8 km östlich am rechten Ufer des Miass), Schigajewo (direkt östlich anschließend) und Urefty (9 km nordnordöstlich) gehören.

## Geschichte
Das Dorf geht auf eine 1748 an der Sjuselga errichtete Wassermühle zurück. Anfang des 19. Jahrhunderts führte die Postroute von Jekaterinburg nach Tscheljabinsk durch den Ort. 1841 wurden die Bauern des Dorfes in das Kosakenheer eingegliedert, und der Ort zur Staniza Dolgoderewenskaja ernannt.
In der sowjetischen Periode galt der Ort wieder als Dorf und trug bis in die 1930er-Jahre die Bezeichnung Dolgaja Derewnja (etwa „Langes Dorf“, diese Bedeutung hat auch die heutige bezeichnung). Ab Januar 1924 gehörte das Dorf zum Tscheljabinski rajon. Nach der vorübergehenden Eingliederung des Rajons in die Stadt Tscheljabinsk im Juni 1930 wurde er im März 1934 neu gebildet und am 20. Dezember 1934 mit Verlegung des Verwaltungssitzes in die südwestlich von Tscheljabinsk gelegene Siedlung Sosnowka (heute Stadtteil) in Sosnowski rajon umbenannt. Bereits am 18. Februar 1935 wurde der Rajonsitz jedoch nach Dolgaja Derewnja verlegt, der Rajonname aber beibehalten.

### Bevölkerungsentwicklung
| Jahr | Einwohner |
| ---- | --------- |
| 1866 | 891       |
| 1897 | 1330      |
| 1926 | 1491      |
| 1939 | 1894      |
| 1959 | 2497      |
| 1970 | 3584      |
| 1979 | 4867      |
| 1989 | 6143      |
| 2002 | 7027      |
| 2010 | 7700      |

Anmerkung: ab 1897 Volkszählungsdaten

## Verkehr
Westlich wird Dolgoderewenskoje von der autobahnähnlich ausgebauten Nebenstrecke der föderalen Fernstraße M5 Ural von Tscheljabinsk nach Jekaterinburg umgangen. Nordwestlich und nördlich des Ortes schließt die nördliche Umgehung von Tscheljabinsk mit der Regionalstraßennummer 75K-205 an. Bei Dolgoderewenskoje zweigt in zunächst westlicher Richtung die 75K-007 über Argajasch nach Kyschtym ab.
Die nächstgelegene Bahnstation ist Jessaulskaja, 10 km südwestlich bei der Siedlung Jessaulski an der Strecke Tscheljabinsk über Werchni Ufalei nach Jekaterinburg gelegen.